# Puchar Turcji w piłce siatkowej mężczyzn (2020/2021)
Puchar Turcji w piłce siatkowej mężczyzn 2020/2021 (oficjalnie: Erkekler AXA Sigorta Kupa Voley 2020/2021) – 27. sezon rozgrywek o siatkarski Puchar Turcji zorganizowany przez Turecki Związek Piłki Siatkowej (Türkiye Voleybol Federasyonu, TVF). Zainaugurowany został 31 sierpnia 2020 roku.
W rozgrywkach uczestniczyło 16 drużyn grających w AXA Sigorta Efeler Ligi. Rozgrywki składały się z fazy grupowej oraz fazy finałowej, w ramach której rozegrane zostały ćwierćfinały, półfinały i finał.
Finał odbył się 30 marca 2021 roku w Başkent Voleybol Salonu w Ankarze. Po raz pierwszy Puchar Turcji zdobył klub Spor Toto, który w finale pokonał Halkbank. MVP finału wybrany został Brazylijczyk Wallace de Souza.

## System rozgrywek
Rozgrywki o Puchar Turcji w sezonie 2020/2021 składają się z fazy grupowej oraz fazy finałowej.

### Faza grupowa
W fazie grupowej 16 drużyn grających w AXA Sigorta Efeler Ligi podzielone zostają na cztery grupy za pomocą tzw. systemu serpentyny na podstawie miejsc zajętych w najwyższej klasie rozgrywkowej i 1. lidze w sezonie 2019/2020. W ramach grupy zespoły rozgrywają między sobą po jednym spotkaniu. Do ćwierćfinałów awans uzyskują po dwie najlepsze drużyny z każdej grupy.
| Grupa A                                                               | Grupa B                                                            | Grupa C                                                        | Grupa D                                                 |
| --------------------------------------------------------------------- | ------------------------------------------------------------------ | -------------------------------------------------------------- | ------------------------------------------------------- |
| 1. miejsce w AXA Sigorta Efeler Ligi (Fenerbahçe HDI Sigorta)         | 2. miejsce w AXA Sigorta Efeler Ligi (Arkas Spor Izmir)            | 3. miejsce w AXA Sigorta Efeler Ligi (Galatasaray HDI Sigorta) | 4. miejsce w AXA Sigorta Efeler Ligi (Spor Toto)        |
| 8. miejsce w AXA Sigorta Efeler Ligi (İstanbul Büyükşehir Belediyesi) | 7. miejsce w AXA Sigorta Efeler Ligi (Bursa Büyükşehir Belediyesi) | 6. miejsce w AXA Sigorta Efeler Ligi (Halkbank)                | 5. miejsce w AXA Sigorta Efeler Ligi (Ziraat Bankkart)  |
| 9. miejsce w AXA Sigorta Efeler Ligi (İnegöl Belediyesi)              | 10. miejsce w AXA Sigorta Efeler Ligi (Tokat Belediye Plevne)      | 11. miejsce w AXA Sigorta Efeler Ligi (Sorgun Belediyespor)    | 12. miejsce w AXA Sigorta Efeler Ligi (Arhavi Voleybol) |
| 2. miejsce w grupie II 1. Lig (TFL Altekma)                           | 2. miejsce w grupie I 1. Lig (Afyon Belediye Yüntaş)               | 1. miejsce w grupie II 1. Lig (Haliliye Belediyespor)          | 1. miejsce w grupie I 1. Lig (Solhan Spor)              |

### Faza finałowa
Faza finałowa składa się z ćwierćfinałów, półfinałów i finału. Pary ćwierćfinałowe tworzone są według klucza:
- A1-D2,
- D1-A2,
- B1-C2,
- C1-B2.

W ramach pary odbywa się jedno spotkanie decydujące o awansie do półfinału. Gospodarzem meczu jest drużyna, która zajęła 1. miejsce w grupie.
Pary półfinałowe powstają zgodnie z drabinką turniejową według klucza:
- zwycięzca w parze A1-D2 – zwycięzca w parze D1-A2,
- zwycięzca w parze B1-C2 – zwycięzca w parze C1-B2.

W ramach pary rozgrywany jest jeden mecz decydujący o awansie do finału. Zwycięzca meczu finałowego zdobywa Puchar Turcji.

## Drużyny uczestniczące
| AXA Sigorta Efeler Ligi (16 drużyn) | AXA Sigorta Efeler Ligi (16 drużyn) |
| ----------------------------------- | ----------------------------------- |
| Afyon Belediye Yüntaş               | faza grupowa                        |
| Arhavi Voleybol                     | faza grupowa                        |
| Arkas Spor Izmir                    | półfinał                            |
| Bursa Büyükşehir Belediyesi         | faza grupowa                        |
| Fenerbahçe HDI Sigorta              | półfinał                            |
| Galatasaray HDI Sigorta             | ćwierćfinał                         |
| Haliliye Belediyespor               | faza grupowa                        |
| Halkbank                            | finał                               |
| İnegöl Belediyesi                   | faza grupowa                        |
| İstanbul Büyükşehir Belediyesi      | faza grupowa                        |
| Solhan Spor                         | faza grupowa                        |
| Sorgun Belediyespor                 | faza grupowa                        |
| Spor Toto                           | zwycięstwo                          |
| TFL Altekma                         | ćwierćfinał                         |
| Tokat Belediye Plevne               | ćwierćfinał                         |
| Ziraat Bankkart                     | ćwierćfinał                         |

## Rozgrywki

### Faza grupowa
awans do ćwierćfinału

#### Grupa A
Tabela
| Lp. | Drużyna                        | Mecze | Mecze   | Mecze   | Pkt | Sety | Sety | Sety  | Małe punkty | Małe punkty | Małe punkty |
| Lp. | Drużyna                        | M     | W (3:2) | P (2:3) | Pkt | wyg. | prz. | ratio | zdob.       | str.        | ratio       |
| --- | ------------------------------ | ----- | ------- | ------- | --- | ---- | ---- | ----- | ----------- | ----------- | ----------- |
| 1   | Fenerbahçe HDI Sigorta         | 3     | 3 (0)   | 0 (0)   | 9   | 9    | 1    | 9.000 | 248         | 186         | 1.333       |
| 2   | TFL Altekma                    | 3     | 2 (1)   | 1 (0)   | 5   | 7    | 6    | 1.167 | 292         | 297         | 0.983       |
| 3   | İstanbul Büyükşehir Belediyesi | 3     | 1 (0)   | 2 (1)   | 4   | 5    | 7    | 0.714 | 266         | 276         | 0.964       |
| 4   | İnegöl Belediyesi              | 3     | 0 (0)   | 3 (0)   | 0   | 2    | 9    | 0.222 | 223         | 270         | 0.826       |

Źródło: TVF (tur.)
Punktacja: 3:0 i 3:1 – 3 pkt; 3:2 – 2 pkt; 2:3 – 1 pkt; 1:3 i 0:3 – 0 pkt
Zasady ustalania kolejności: 1. liczba zwycięstw; 2. liczba punktów; 3. stosunek setów; 4. stosunek małych punktów; 5. bilans w bezpośrednich meczach
Wyniki spotkań
| 31.08.2020 15:30 (UTC+3) | İstanbul Büyükşehir Belediyesi | 3:1 (23:25, 25:21, 25:16, 26:24) | İnegöl Belediyesi | Burhan Felek Vestel Voleybol Salonu, Stambuł Sędziowie: İlhami Şenyurt i Recep Karakoç |

| 31.08.2020 18:30 (UTC+3) | Fenerbahçe HDI Sigorta | 3:1 (25:21, 23:25, 25:20, 25:15) | TFL Altekma | Burhan Felek Vestel Voleybol Salonu, Stambuł Sędziowie: Nurper Özbar i Mehmet Gül |

| 01.09.2020 16:00 (UTC+3) | TFL Altekma | 3:2 (25:20, 25:23, 14:25, 24:26, 27:25) | İstanbul Büyükşehir Belediyesi | Burhan Felek Vestel Voleybol Salonu, Stambuł Sędziowie: Erdal Akıncı i Tuncay Sevim |

| 01.09.2020 18:30 (UTC+3) | İnegöl Belediyesi | 0:3 (16:25, 21:25, 20:25) | Fenerbahçe HDI Sigorta | Burhan Felek Vestel Voleybol Salonu, Stambuł Sędziowie: Ebru Ayata i Akif Altın |

| 02.09.2020 16:00 (UTC+3) | İnegöl Belediyesi | 1:3 (25:21, 17:25, 19:25, 19:25) | TFL Altekma | Burhan Felek Vestel Voleybol Salonu, Stambuł Sędziowie: Ramazan Çevik i Mehmet Topal |

| 02.09.2020 18:30 (UTC+3) | Fenerbahçe HDI Sigorta | 3:0 (25:18, 25:14, 25:16) | İstanbul Büyükşehir Belediyesi | Burhan Felek Vestel Voleybol Salonu, Stambuł Sędziowie: Seçkin Yener i Metin Korkut |

#### Grupa B
Tabela
| Lp. | Drużyna                     | Mecze | Mecze   | Mecze   | Pkt | Sety | Sety | Sety  | Małe punkty | Małe punkty | Małe punkty |
| Lp. | Drużyna                     | M     | W (3:2) | P (2:3) | Pkt | wyg. | prz. | ratio | zdob.       | str.        | ratio       |
| --- | --------------------------- | ----- | ------- | ------- | --- | ---- | ---- | ----- | ----------- | ----------- | ----------- |
| 1   | Arkas Spor                  | 3     | 3 (0)   | 0 (0)   | 9   | 9    | 2    | 4.500 | 274         | 219         | 1.251       |
| 2   | Tokat Belediye Plevne       | 3     | 1 (0)   | 2 (0)   | 3   | 4    | 6    | 0.667 | 208         | 173         | 1.202       |
| 3   | Afyon Belediye Yüntaş       | 3     | 1 (0)   | 2 (0)   | 3   | 4    | 6    | 0.667 | 231         | 233         | 0.991       |
| 4   | Bursa Büyükşehir Belediyesi | 3     | 1 (0)   | 2 (0)   | 3   | 3    | 6    | 0.500 | 128         | 216         | 0.593       |

Źródło: TVF (tur.)
Punktacja: 3:0 i 3:1 – 3 pkt; 3:2 – 2 pkt; 2:3 – 1 pkt; 1:3 i 0:3 – 0 pkt
Zasady ustalania kolejności: 1. liczba zwycięstw; 2. liczba punktów; 3. stosunek setów; 4. stosunek małych punktów; 5. bilans w bezpośrednich meczach
Wyniki spotkań
| 31.08.2020 16:00 (UTC+3) | Arkas Spor Izmir | 3:1 (25:20, 25:20, 26:28, 25:22) | Afyon Belediye Yüntaş | Cengiz Göllü Voleybol Salonu, Bursa Sędziowie: Sadettin Deneri i Yasin Okumuş |

| 01.09.2020 18:30 (UTC+3) | Afyon Belediye Yüntaş | 0:3 (21:25, 23:25, 22:25) | Bursa Büyükşehir Belediyesi | Cengiz Göllü Voleybol Salonu, Bursa Sędziowie: Hakkı Demiralay i Ali İhsan Gözü |

| 02.09.2020 15:30 (UTC+3) | Arkas Spor Izmir | 3:0 (25:19, 25:17, 25:17) | Bursa Büyükşehir Belediyesi | Cengiz Göllü Voleybol Salonu, Bursa Sędziowie: Hakkı Demiralay i Sadettin Deneri |

| 04.03.2021 14:00 (UTC+3) | Bursa Büyükşehir Belediyesi | 0:3 (0:25, 0:25, 0:25) | Tokat Belediye Plevne | Cengiz Göllü Voleybol Salonu, Bursa |

| 05.03.2021 14:00 (UTC+3) | Tokat Belediye Plevne | 1:3 (22:25, 19:25, 25:23, 10:25) | Arkas Spor Izmir | Cengiz Göllü Voleybol Salonu, Bursa Sędziowie: Sadettin Deneri i Ali İhsan Gözü |

| 06.03.2021 14:00 (UTC+3) | Tokat Belediye Plevne | 0:3 (19:25, 21:25, 17:25) | Afyon Belediye Yüntaş | Cengiz Göllü Voleybol Salonu, Bursa Sędziowie: Yasin Okumuş i Serap Kuka |

#### Grupa C
Tabela
| Lp. | Drużyna                 | Mecze | Mecze   | Mecze   | Pkt | Sety | Sety | Sety  | Małe punkty | Małe punkty | Małe punkty |
| Lp. | Drużyna                 | M     | W (3:2) | P (2:3) | Pkt | wyg. | prz. | ratio | zdob.       | str.        | ratio       |
| --- | ----------------------- | ----- | ------- | ------- | --- | ---- | ---- | ----- | ----------- | ----------- | ----------- |
| 1   | Halkbank                | 3     | 3 (0)   | 0 (0)   | 9   | 9    | 2    | 4.500 | 281         | 252         | 1.115       |
| 2   | Galatasaray HDI Sigorta | 3     | 2 (0)   | 1 (0)   | 6   | 7    | 5    | 1.400 | 301         | 283         | 1.064       |
| 3   | Sorgun Belediyespor     | 3     | 1 (0)   | 2 (0)   | 3   | 5    | 6    | 0.833 | 238         | 246         | 0.967       |
| 4   | Haliliye Belediyespor   | 3     | 0 (0)   | 3 (0)   | 0   | 1    | 9    | 0.111 | 220         | 259         | 0.849       |

Źródło: TVF (tur.)
Punktacja: 3:0 i 3:1 – 3 pkt; 3:2 – 2 pkt; 2:3 – 1 pkt; 1:3 i 0:3 – 0 pkt
Zasady ustalania kolejności: 1. liczba zwycięstw; 2. liczba punktów; 3. stosunek setów; 4. stosunek małych punktów; 5. bilans w bezpośrednich meczach
Wyniki spotkań
| 31.08.2020 16:30 (UTC+3) | Galatasaray HDI Sigorta | 3:1 (20:25, 27:25, 32:30, 25:19) | Haliliye Belediyespor | Başkent Voleybol Salonu, Ankara Sędziowie: Burhan İlhan i Ali Sarıkuzu |

| 01.09.2020 16:30 (UTC+3) | Haliliye Belediyespor | 0:3 (21:25, 28:30, 21:25) | Halkbank | Başkent Voleybol Salonu, Ankara Sędziowie: Zeki Bocutcu i Tolgacan Dinçer |

| 02.09.2020 13:00 (UTC+3) | Galatasaray HDI Sigorta | 1:3 (32:34, 25:20, 20:25, 22:25) | Halkbank | Başkent Voleybol Salonu, Ankara Sędziowie: Zeki Bocutcu i Erkan Sarı |

| 04.03.2021 14:00 (UTC+3) | Sorgun Belediyespor | 3:0 (25:23, 25:12, 25:16) | Haliliye Belediyespor | Başkent Voleybol Salonu, Ankara Sędziowie: Ibrahim Ünal i Ayşim Erginay |

| 05.03.2021 15:30 (UTC+3) | Sorgun Belediyespor | 1:3 (19:25, 25:23, 19:25, 17:25) | Galatasaray HDI Sigorta | Başkent Voleybol Salonu, Ankara Sędziowie: Zeki Bocutcu i İlknur Çakar |

| 06.03.2021 14:00 (UTC+3) | Halkbank | 3:1 (25:18, 22:25, 25:17, 25:23) | Sorgun Belediyespor | Başkent Voleybol Salonu, Ankara Sędziowie: Koray Yılmazgil i Meryem Tekol Pelenk |

#### Grupa D
Tabela
| Lp. | Drużyna         | Mecze | Mecze   | Mecze   | Pkt | Sety | Sety | Sety  | Małe punkty | Małe punkty | Małe punkty |
| Lp. | Drużyna         | M     | W (3:2) | P (2:3) | Pkt | wyg. | prz. | ratio | zdob.       | str.        | ratio       |
| --- | --------------- | ----- | ------- | ------- | --- | ---- | ---- | ----- | ----------- | ----------- | ----------- |
| 1   | Spor Toto       | 3     | 3 (1)   | 0 (0)   | 8   | 9    | 2    | 4.500 | 253         | 208         | 1.216       |
| 2   | Ziraat Bankkart | 3     | 2 (0)   | 1 (1)   | 7   | 8    | 3    | 2.667 | 250         | 213         | 1.174       |
| 3   | Solhan Spor     | 3     | 1 (0)   | 2 (0)   | 3   | 3    | 7    | 0.429 | 213         | 236         | 0.903       |
| 4   | Arhavi Voleybol | 3     | 0 (0)   | 3 (0)   | 0   | 1    | 9    | 0.111 | 189         | 248         | 0.762       |

Źródło: TVF (tur.)
Punktacja: 3:0 i 3:1 – 3 pkt; 3:2 – 2 pkt; 2:3 – 1 pkt; 1:3 i 0:3 – 0 pkt
Zasady ustalania kolejności: 1. liczba zwycięstw; 2. liczba punktów; 3. stosunek setów; 4. stosunek małych punktów; 5. bilans w bezpośrednich meczach
Wyniki spotkań
| 31.08.2020 11:30 (UTC+3) | Ziraat Bankkart | 3:0 (25:21, 25:14, 25:13) | Arhavi Voleybol | Başkent Voleybol Salonu, Ankara Sędziowie: Ibrahim Ünal i Ayşim Erginay |

| 31.08.2020 14:00 (UTC+3) | Spor Toto | 3:0 (25:12, 25:20, 25:21) | Solhan Spor | Başkent Voleybol Salonu, Ankara Sędziowie: Zeki Bocutcu i Erkan Sarı |

| 01.09.2020 12:00 (UTC+3) | Arhavi Voleybol | 0:3 (16:25, 18:25, 21:25) | Spor Toto | Başkent Voleybol Salonu, Ankara Sędziowie: Bilal Çağlar i Hatice Özmen Yıldız |

| 01.09.2020 14:00 (UTC+3) | Solhan Spor | 0:3 (22:25, 17:25, 23:25) | Ziraat Bankkart | Başkent Voleybol Salonu, Ankara Sędziowie: Koray Yılmazgil i Meryem Tekol Pelenk |

| 02.09.2020 11:00 (UTC+3) | Arhavi Voleybol | 1:3 (25:23, 21:25, 19:25, 21:25) | Solhan Spor | Başkent Voleybol Salonu, Ankara Sędziowie: Koray Yılmazgil i İlknur Çakar |

| 02.09.2020 21:00 (UTC+3) | Spor Toto | 3:2 (25:18, 23:25, 25:22, 15:25, 15:10) | Ziraat Bankkart | Başkent Voleybol Salonu, Ankara Sędziowie: Koray Yılmazgil i İlknur Çakar |

### Faza finałowa

#### Drabinka
|  |              |                         |              |           |   |           |                        |           |  |  |       |       |       |
|  | Ćwierćfinały | Ćwierćfinały            | Ćwierćfinały |           |   | Półfinały | Półfinały              | Półfinały |  |  | Finał | Finał | Finał |
|  | Ćwierćfinały | Ćwierćfinały            | Ćwierćfinały |           |   | Półfinały | Półfinały              | Półfinały |  |  | Finał | Finał | Finał |
|  |              |                         |              |           |   |           |                        |           |  |  |       |       |       |
|  |              |                         |              |           |   |           |                        |           |  |  |       |       |       |
|  | A1           | Fenerbahçe HDI Sigorta  | 3            |           |   |           |                        |           |  |  |       |       |       |
|  | A1           | Fenerbahçe HDI Sigorta  | 3            |           |   |           |                        |           |  |  |       |       |       |
|  | D2           | Ziraat Bankkart         | 1            |           |   |           |                        |           |  |  |       |       |       |
|  | D2           | Ziraat Bankkart         | 1            |           |   | A1        | Fenerbahçe HDI Sigorta | 2         |  |  |       |       |       |
|  |              |                         |              |           |   | A1        | Fenerbahçe HDI Sigorta | 2         |  |  |       |       |       |
|  |              |                         | D1           | Spor Toto | 3 |           |                        |           |  |  |       |       |       |
|  | D1           | Spor Toto               | D1           | Spor Toto | 3 | 3         |                        |           |  |  |       |       |       |
|  | D1           | Spor Toto               |              |           |   |           |                        |           |  |  |       |       |       |
|  | A2           | TFL Altekma             | 0            |           |   |           |                        |           |  |  |       |       |       |
|  | A2           | TFL Altekma             | 0            |           |   | D1        | Spor Toto              | 3         |  |  |       |       |       |
|  |              |                         |              |           |   |           |                        |           |  |  |       |       |       |
|  |              |                         | C1           | Halkbank  | 1 |           |                        |           |  |  |       |       |       |
|  | B1           | Arkas Spor Izmir        | C1           | Halkbank  | 1 | 3         |                        |           |  |  |       |       |       |
|  | B1           | Arkas Spor Izmir        |              |           |   |           |                        |           |  |  |       |       |       |
|  | C2           | Galatasaray HDI Sigorta | 2            |           |   |           |                        |           |  |  |       |       |       |
|  | C2           | Galatasaray HDI Sigorta | 2            |           |   | B1        | Arkas Spor Izmir       | 0         |  |  |       |       |       |
|  |              |                         |              |           |   | B1        | Arkas Spor Izmir       | 0         |  |  |       |       |       |
|  |              |                         | C1           | Halkbank  | 3 |           |                        |           |  |  |       |       |       |
|  | C1           | Halkbank                | C1           | Halkbank  | 3 | 3         |                        |           |  |  |       |       |       |
|  | C1           | Halkbank                |              |           |   |           |                        |           |  |  |       |       |       |
|  | B2           | Tokat Belediye Plevne   | 0            |           |   |           |                        |           |  |  |       |       |       |
|  | B2           | Tokat Belediye Plevne   | 0            |           |   |           |                        |           |  |  |       |       |       |

#### Ćwierćfinały
| 21.03.2021 16:00 (UTC+3) | Fenerbahçe HDI Sigorta | 3:1 (25:21, 25:16, 23:25, 25:22) | Ziraat Bankkart | Burhan Felek Vestel Voleybol Salonu, Stambuł Sędziowie: Ozan Çağı Sarıkaya i Seçkin Yener |

| 22.03.2021 20:00 (UTC+3) | Spor Toto | 3:0 (25:0, 25:0, 25:0) | TFL Altekma | Başkent Voleybol Salonu, Ankara |

| 20.03.2021 12:30 (UTC+3) | Arkas Spor Izmir | 3:2 (24:26, 21:25, 27:25, 25:21, 19:17) | Galatasaray HDI Sigorta | Atatürk Voleybol Salonu Sigorta Shop Arena, Izmir Sędziowie: Yavuz Akdemir i Ferhat Büyükpamukçu |

| 22.03.2021 15:00 (UTC+3) | Halkbank | 3:0 (25:14, 25:14, 25:13) | Tokat Belediye Plevne | Başkent Voleybol Salonu, Ankara Sędziowie: Koray Yılmazgil i Ayşim Erginay |

#### Półfinały
| 29.03.2021 15:00 (UTC+3) | Fenerbahçe HDI Sigorta | 2:3 (25:22, 16:25, 26:24, 25:27, 9:15) | Spor Toto | Başkent Voleybol Salonu, Ankara Sędziowie: Yavuz Akdemir i Ali Sarıkuzu |

| 29.03.2021 18:00 (UTC+3) | Arkas Spor Izmir | 0:3 (21:25, 24:26, 13:25) | Halkbank | Başkent Voleybol Salonu, Ankara Sędziowie: Burhan İlhan i Bilal Çağlar |

#### Finał
| 30.03.2021 18:30 (UTC+3) | Spor Toto | 3:1 (25:27, 25:18, 25:19, 25:17) | Halkbank | Başkent Voleybol Salonu, Ankara Sędziowie: Ozan Çağı Sarıkaya i Erkan Sarı |